# Ange (prénom)
Pour les articles homonymes, voir Ange (homonymie).
Ange est un prénom mixte, du grec aggelos qui signifie messager, ange et dont la fête majeure est le 5 mai. Il a pour variantes masculines Angel, Angéli, Angelin, Angély et Anges, et pour composé féminin Marie-Ange.
Il fut donné comme nom de baptême dès le IVe siècle, majoritairement pour les filles. Au XVIIe siècle, l'église anglicane le jugea blasphématoire et les puritains américains le prohibèrent.

## Listes produites automatiquement
- Pour l'ensemble des articles sur les personnes portant ce prénom, consulter :
  - la liste des articles dont le titre commence par ce prénom
  - les listes produites par Wikidata : Liste des personnes de prénom « Ange » — même liste en incluant les éventuels prénoms composés qui contiennent « Ange ».

## Prénom
- Ange Abrate (1900-1985), peintre franco-piémontais
- Ange d'Acri (1669-1739), prêtre catholique italien
- Ange Arcalao (1929-2001), joueur français de pétanque
- Ange Atsé (née en 1988), joueuse ivoirienne de football
- Ange Basterga (né en 1981), acteur et réalisateur français
- Ange Bastiani (1918-1977), écrivain français de polars
- Ange Blaize de Maisonneuve (1811-1871), avocat et administrateur français
- Ange Bourgeois (1895-1931), aviateur français
- Ange Capuozzo (né en 1999), joueur franco-italien de rugby
- Ange Casta (1927-2020), auteur et réalisateur français
- Ange Chiappe (1760-1826), homme politique français
- Ange Clareno (c. 1260-1337), frère franciscain italien
- Ange Defendini (1909-1944), résistant français
- Ange Di Caro (né en 1949), joueur français de football
- Ange Diawara (1941-1973), homme politique congolais
- Ange Rodrigue Dadjé (né en 1975), avocat ivoirien
- Ange Flégier (1846-1927), compositeur et peintre français
- Ange Freddy (né en 1994), humoriste et comédien ivoirien
- Ange Goudar (1708-1791), aventurier et littérateur français
- Ange Guépin (1805-1873), écrivain et homme politique français
- Ange Justiniani (1520-1596), prélat de la république de Gênes
- Ange Keffa, actrice ivoirienne
- Ange Le Strat (1918-1999), coureur cycliste français
- Ange Leccia (né en 1952), artiste contemporain français
- Ange de Léon (1807-1873), maire de Rennes
- Ange M. Mosher (1835-1918), mécène américain de la culture bretonne
- Ange Mancini (né en 1944), policier et préfet français
- Ange Muracciole (1835-1904), homme politique français
- Ange N'Guessan (née en 1990), joueuse ivoirienne de football
- Ange Padovani (1932-2014), joueur et entraîneur franco-italien de handball
- Ange Pois, militaire français, compagnon de la Libération
- Ange Politien (Angelo Ambrogini) (1454-1494), humaniste italien
- Ange Postecoglou (né en 1965), joueur australien de football
- Ange Roussel (1934-2018), coureur cycliste français
- Ange Rovere (né en 1947), homme politique français
- Ange Santini (né en 1959), homme politique français
- Ange Vergèce (1505-1569), maître écrivain crétois en France

### Prénoms composés
- Ange Auguste Joseph de Laborde de Boutervilliers (1766-1786), membre français de l'expédition de La Pérouse
- Ange Hyacinthe Maxence de Damas (1785-1862), militaire et homme politique français
- Ange Joseph Jean de Guernissac (1766-1846), homme politique français
- Ange René Armand de Mackau (1788-1855), amiral et homme politique français
- Ange-Antoine Gabriel (1735-1781), architecte français
- Ange-Bernard Imbert-Delonnes (1747-1818), médecin et chirurgien militaire français
- Ange-Emmanuel Naundorff (1843-1878), fils de Karl-Wilhelm Naundorff
- Ange-Félix Patassé (1937-2011), homme d'État centrafricain
- Ange-François Fariau de Saint-Ange (1747-1810), poète de traducteur français
- Ange-Freddy Plumain (né en 1995), joueur français de football
- Ange-Gaétan Astima (1826-1909), homme politique français
- Ange-Jacques Gabriel (1698-1782), architecte français
- Ange-Joseph Antoine Roux (1765-1835), hydrographe et peintre de marine français
- Ange-Louis Janet (1815-1872), peintre et illustrateur français
- Ange-Marie Michelosi (né en 1954), membre du grand banditisme corse
- Ange-Toussaint Federici, figure du grand banditisme français
- Charles-Ange Boily (1735-1813), dessinateur et illustrateur français
- Charles Ange Ginésy (né en 1956), homme politique français
- Charles-Ange Laisant (1841-1920), mathématicien et homme politique français
- Charles-Claude-Ange Dupleix (1696-1750), fermier général français
- Charles-Michel-Ange Challe (1718-1778), peintre et architecte français
- Claude-Ange Lambert (1706-1758), administrateur militaire et civil français
- Daniel-Ange de Maupeou d'Ableiges (né en 1932), moine ermite franco-belge
- Jean-Ange Brun (1702-1793), architecte français
- Jean-Ange Cogiola (1768-1831), sculpteur français
- Jean-Baptiste-Ange Tissier (1814-1876), peintre français
- Louis Ange Pitou (1767-1846), contre-révolutionnaire français
- Pierre-Ange Le Pogam (né en 1954), producteur et acteur français
- Pierre-Ange Vieillard (1778-1862), dramaturge et critique français

### Personnage
- Ange Signe, personnage de bandes dessinées de l'auteur belge Maurice Tillieux